# Neolophonotus vansoni
Neolophonotus vansoni är en tvåvingeart som beskrevs av Stanley Willard Bromley 1936. Neolophonotus vansoni ingår i släktet Neolophonotus och familjen rovflugor. Inga underarter finns listade i Catalogue of Life.